# Absurd (Band)
Absurd ist eine rechtsextreme deutsche Band, die 1992 in Sondershausen gegründet wurde. Die Band begann als Rockband und wandte sich ab etwa 2001 dem Pagan Metal zu, sieht sich selbst aber als Teil der Black-Metal-Subkultur. Absurd reklamiert zudem für sich, eine der ältesten noch bestehenden Black-Metal-Gruppen Deutschlands zu sein. Selbst bezeichnet man sich als „the tyrants of German Black Metal“. Absurd zog mit einem durch die damaligen Bandmitglieder begangenen Mord und der späteren neonazistischen Laufbahn des Mitglieds Hendrik Möbus deutschlandweites Medieninteresse auf sich. Die Band gilt als eine der bekanntesten Gruppen des National Socialist Black Metal und hat in Teilen der Rechtsrock- und Black-Metal-Szenen Kultstatus. Inzwischen gibt es zwei unabhängige Musikprojekte desselben Namens, die beide für sich in Anspruch nehmen, die Fortführung der ursprünglichen Gruppe zu sein.

## Geschichte

### Anfänge
Die Gruppe wurde nach offizieller Angabe am 2. Januar 1992 in Sondershausen gegründet. Der Name Absurd wurde wegen seiner vielfältigen Interpretierbarkeit gewählt, es besteht jedoch eine Verbindung zum gleichnamigen italienischen Horror-Film von 1981, der den Bandmitgliedern bekannt war. Sie spielte im dortigen Jugendclub und nahm die Demo-Kassetten God’s Death und Death from the Forest auf, die lokal vertrieben wurden. Eine dritte Demo mit dem Titel Sadness entstand, wurde jedoch nie offiziell veröffentlicht. Die Gruppe bestand im Kern aus Sebastian Schauseil, der sang als auch Musik und Text verfasste, und Hendrik Möbus am Schlagzeug. Die beiden stilisierten sich in ihrem Umfeld als Satanisten. Daneben waren noch Udo H. und Andreas K. Mitglieder der Band, wobei ersterer nach 1992 nicht mehr in Erscheinung trat. Ebenfalls beteiligt war – zumeist im Hintergrund – Hendrik Möbus’ älterer Bruder Ronald Möbus.

### Der Sondershausen-Mord

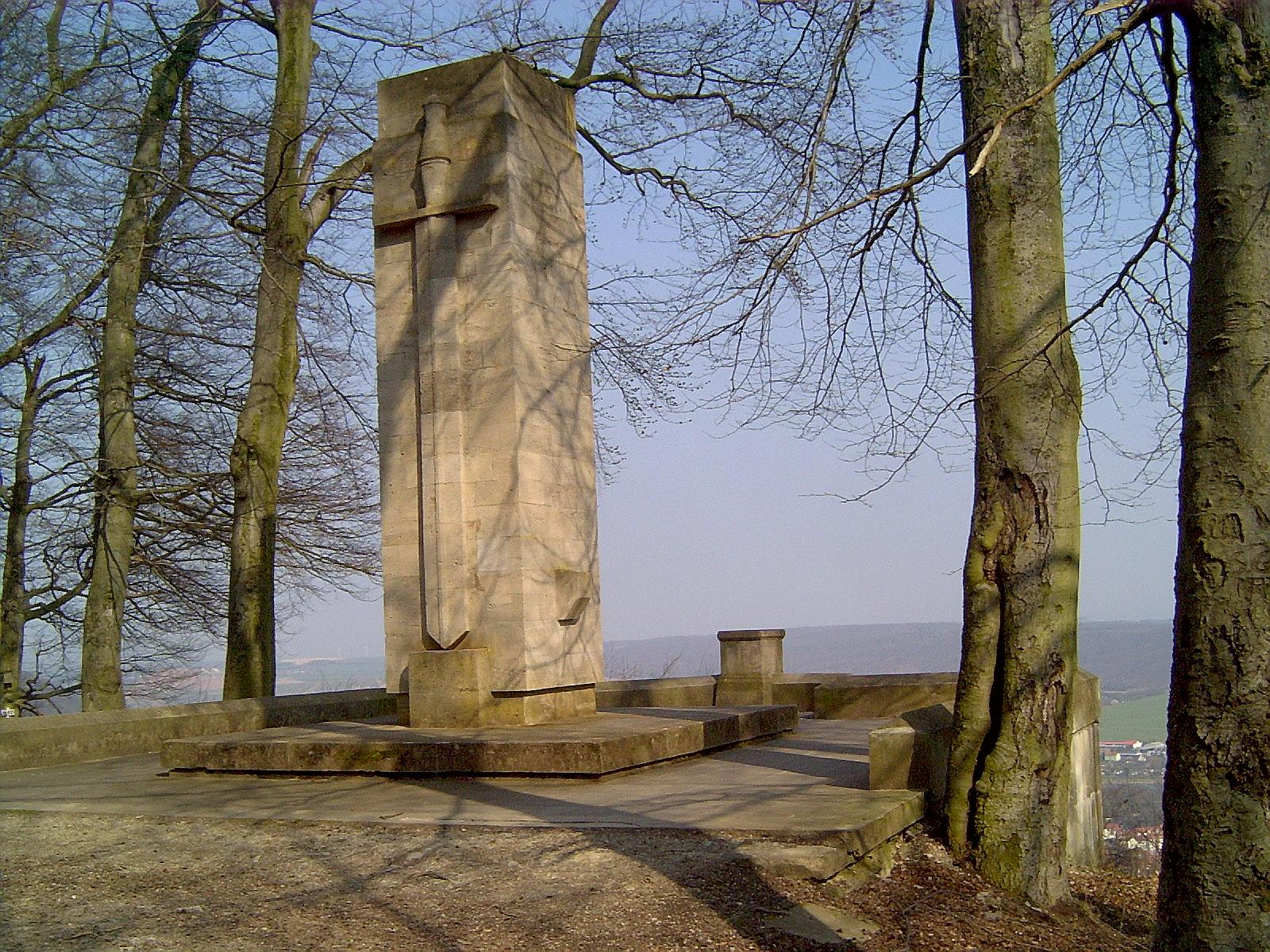
Das Rondell Sondershausen, wo sich die drei Jugendlichen mit Beyer trafen.

Bekannt geworden ist die Band durch den Mord an dem fünfzehnjährigen Sandro Beyer am 29. April 1993. Die drei damals 17-jährigen Bandmitglieder Sebastian Schauseil, Hendrik Möbus und Andreas K. lockten Beyer unter einem Vorwand zu einem Treffen und erdrosselten ihn dort gemeinschaftlich mit einem Stromkabel. Anschließend verscharrten sie ihr Opfer in einem Erdloch. Die Täter, vor allem Sebastian Schauseil und Hendrik Möbus, bezeichneten sich sowohl bereits vor der Tat als auch im anschließenden Prozess als Satanisten.
Hendrik Möbus und Sebastian Schauseil wurden als Haupttäter wegen gemeinschaftlich geplanten Mordes, Freiheitsberaubung und Nötigung vom Landgericht Mühlhausen am 9. Februar 1994 zu einer achtjährigen, Andreas K. als Mittäter zu einer sechsjährigen Jugendstrafe verurteilt. In zahlreichen Medienberichten wurde die Tat als „Satansmord“ bezeichnet, obwohl sie sowohl nach Aussagen der Täter wie auch laut einigen Autoren in keinem satanistischen Kontext stand. Der urteilende Richter hingegen betonte in seiner Urteilsbegründung, dass „die ständige Beschäftigung mit satanistischem Gedankengut und mit Tötungsdarstellungen in Filmen“ die Hemmschwelle herabgesetzt habe, sodass eine solche Tat möglich wurde, und „die Tat ohne diesen Hintergrund nicht möglich gewesen wäre.“ Allerdings habe die Ausführung der Tat „nicht das geringste mit einem Ritual oder mit einer satanistischen Tat zu tun. […] Es fehlt jeder rituelle Hintergrund, es fehlt die Vorbereitung, es fehlt die Ausstaffierung …“
| Bandmitglied        | Verurteilungen und Haftstrafen |
| ------------------- | --- |
| Sebastian Schauseil | Acht Jahre Gefängnis nach Jugendstrafrecht wegen gemeinschaftlich geplanten Mordes, Freiheitsberaubung und Nötigung (Landgericht Mühlhausen am 9. Februar 1994). Vorzeitige Haftentlassung 1998. |
| Andreas K.          | Sechs Jahre Gefängnis nach Jugendstrafrecht wegen gemeinschaftlich geplanten Mordes, Freiheitsberaubung und Nötigung (Landgericht Mühlhausen am 9. Februar 1994). Vorzeitige Haftentlassung 1998. |
| Hendrik Möbus       | Acht Jahre Gefängnis nach Jugendstrafrecht wegen gemeinschaftlich geplanten Mordes, Freiheitsberaubung und Nötigung (Landgericht Mühlhausen am 9. Februar 1994). Vorzeitige Haftentlassung 1998. Nach Verstoß und Flucht Absitzen der restlichen Haftstrafe. Weitere Haftstrafe von anderthalb Jahren (Amtsgericht Tiergarten). Weitere Haftstrafe von acht Monaten (Amtsgericht Eisenach). Vier Jahre Gefängnis wegen Verwendung von Kennzeichen verfassungswidriger Organisationen sowie Volksverhetzung (Landgericht Erfurt, 15. Mai 2003). Entlassung Frühjahr 2007. |
| Ronald Möbus        | Zwei Jahre Gefängnis auf Bewährung (Landgericht Erfurt, 15. Mai 2003) |

### Zeit im Gefängnis: Band „In Ketten“ und Hinwendung zum Rechtsextremismus
Während des Gefängnisaufenthaltes der Täter wandte sich die Band einem neuheidnischen Rechtsextremismus zu; dies zeigte sich in der Aussage „Don’t be stupid Satanists – Be luciferian pagans!!!“ auf dem Demo Out of the Dungeon, allerdings ist in dessen Coverbeilage das Siegel des Baphomet der Church of Satan direkt unter diesem Kommentar zu sehen. Das Bandlogo mit Drudenfuß und Petruskreuz wurde bis einschließlich Facta Loquuntur beibehalten, erst danach wurden diese Symbole durch Swastika (auf Asgardsrei) bzw. Radkreuz (ab Werwolfthron) und Mjölnir ersetzt. Hendrik Möbus, auf alten Bildern der Band noch mit einem Irokesenschnitt zu sehen, war laut der ARD-Dokumentation Der Satansmord – Tod eines Schülers „erst Punk, dann Satanist, jetzt Neonazi“ geworden. Seine damalige Freundin äußerte zu seinem Wandel:

„Mich persönlich hat es schon überrascht. Wobei ja rechts und Satanismus vielleicht gar nicht so verschieden sind. Also zumindest in meinen Augen. Weil sie beide sehr menschenverachtend sind und ein sehr elitäres Denken innehaben, und das ist ja auch das, was Hendrik entspricht. Er wollte immer was besonderes sein, und von sich selber hat er ja auch behauptet, dass er elitäre Tendenzen hat, und damit erkläre ich mir seinen Hang zum Rechten.“

Die Strafe traten die Täter alle in der Justizvollzugsanstalt Erfurt an, obwohl das Gericht auf eine getrennte Unterbringung plädiert hatte.
Im Gefängnis konnten die Täter die Band, welche in Teilen der rechtsextremen Szene zu Kultstatus gelangt war, weiterführen. Offiziell spielte sie unter dem Namen In Ketten, heimlich probte die Band neue Absurd-Titel, von denen einige aufgenommen und aus dem Gefängnis geschmuggelt wurden. Die zweite zu dieser Zeit aufgenommene und veröffentlichte Kassette Thuringian Pagan Madness zeigt auf dem Cover das Grab des ermordeten Sandro Beyer mit dem Zusatz: The cover shows the grave of Sandro B. murdered by horde ABSURD on 29.04.93 AB. auf der Innenseite. Am 27. September 2007 wurde eine CD-R-Schwarzkopie, die fälschlicherweise Black Sun Productions aus den USA zugeschrieben wird, von der Bundesprüfstelle für jugendgefährdende Medien indiziert. Am 30. Oktober 2007 erfolgte wiederum die Streichung dieses Tonträgers aus der Liste jugendgefährdender Medien. Noch während des Gefängnisaufenthaltes wurden neben den Demos Out of the Dungeon und Thuringian Pagan Madness das Debütalbum Facta Loquuntur, sowie die Split-Veröffentlichung Totenburg/Die Eiche mit der Band Heldentum, in der Hendrik Möbus’ Bruder Ronald spielte, eingespielt und über diverse Label, u. a. No Colours Records, veröffentlicht. In dieser Zeit lässt sich in den Texten bereits die Hinwendung der Gruppe zum Rechtsextremismus erkennen. Während sich die Zeilen „Mordend Juden und Christenheit / Lüstern, voller Grausamkeit“ bei Pesttanz noch als im Metal verbreitete Religionsfeindlichkeit werten lassen, beinhaltet der Text von Der Sieg ist unser antisemitische Vernichtungsfantasien: „Südland wird fallen, wie schon Ostland fiel / Es auszulöschen, das ist unser Ziel / Israel, Juda im Schmutz vernichtet / Die Legionen des Schicksals haben sie alle gerichtet / Welch’ Massaker, Blut und nukleare Feuer / Wir sind Nordlands Wölfe, wahre Ungeheuer […] Gegen Untermenschen, doch nichts stoppt unsern Lauf / Gott Jahwe, wir schlitzen deinen Bastard auf“.
Aus ihren Jugendstrafen wurden die Bandmitglieder 1998 auf Bewährung entlassen. Andreas K. war seitdem nicht mehr Bestandteil der Gruppe, nach seiner Entlassung trat er weder im Black-Metal-Bereich noch in rechtsextremen Kreisen wieder in Erscheinung. Sebastian Schauseil und Hendrik Möbus nahmen nach der Entlassung eine neue Absurd-EP mit dem Titel Asgardsrei auf, auf der sich die neue ideologische Ausrichtung deutlich zeigte: In den Liedern wurden nun Themen aus dem germanischen Heidentum verarbeitet, zudem der Nationalsozialismus offen propagiert. Im Lied Germanien über alles wurden u. a. die beiden SS-Divisionen Wiking und Nordland glorifiziert.

### Neue Besetzung und Wechsel zum Pagan Metal
1999 stieg Sebastian Schauseil aus der Gruppe aus und wandte sich anderen Projekten zu. Absurd hatte damit den Komponisten und Textschreiber verloren und bestand nur noch aus dem Schlagzeuger Hendrik Möbus. Nach der Haftentlassung von Möbus folgten weitere Haftstrafen (siehe Abschnitt Sonstiges).
Hendrik Möbus trat fortan nur noch als Verfasser einzelner Texte für Absurd auf. Neuer Kopf der Gruppe war seit 2000/2001 sein älterer Bruder Ronald Wolf Möbus. Dieser hatte zuvor bei den Bands Vargavinter, Wolfsburg, Heldentum und Sacrifice Slaughtered Jesus gespielt und ein Fanzine namens Infernus herausgebracht. Unterstützt wurde er durch Sven „Unhold“ Zimper (Luror, Cryogenic, W.T.C. Productions), welcher das Schlagzeug sowie die Gitarre einspielt. Zusätzlich waren Jens „Asemit“ Fröhlich sowie Denis „Herr Rabensang“ Schoner von der Geraer NSBM-Band Totenburg regelmäßige Studio- und Livemitglieder der Band. Ob eine feste Besetzung besteht, war nicht klar, da Möbus keine Aussagen dazu machte und sagte, dass er dazu keinen Kommentar abgebe und zudem „Absurd […] mehr als nur die Summe der involvierten Personen“ sei.
Ronald Möbus betonte dabei immer wieder, dass er zu den ursprünglichen Mitgliedern der Band gehörte, in einem Interview sagte er aus, dass „die tatsächliche Urbesetzung […] so aus[sah], dass DMD Gitarre spielte und sang“, er die Trommel spielen sollte, diese „Position aber [habe er] schon nach einigen Wochen an JFN übergeben, um ihn in die Band zu integrieren, und wollte dann Bass spielen“. Hendrik Möbus hingegen hatte gegenüber Michael Moynihan angegeben, dass Absurd am 2. Januar 1992 gegründet worden sei, nachdem die Mitglieder (Hendrik Möbus, Schauseil und Andreas K.) schon zuvor längere Zeit zum Spaß zusammen Musik gemacht hätten, womit man ihn in die Band nicht erst hätte integrieren müssen. Die aktuelle Biographie auf der Seite der Band gibt als Gründungsmitglieder Schauseil und die Gebrüder Möbus an, womit Hendrik ebenfalls nicht erst nach einigen Wochen Mitglied geworden wäre. Auch hier ist der 2. Januar 1992 als Gründungsdatum angegeben. Tatsache ist jedoch, dass Ronald Möbus die von der Band aufgenommenen Demoaufnahmen vertrieben hatte.
2002 wurde das von Wolf und Unhold aufgenommene Album Werwolfthron veröffentlicht, auf dem noch von Sebastian Schauseil verfasstes Material verwendet wurde. 2003 folgte Totenlieder, mit dem sich der Stil nun hin zu Pagan Metal veränderte. Die 2004 erschienene EP Raubritter setzte diesen Stil fort. 2005 erschien mit Blutgericht ein weiteres Album sowie im gleichen Jahr mit Grimmige Volksmusik eine weitere EP, die textlich veränderte deutsche Volkslieder enthielt. Alle diese Veröffentlichungen enthielten keine offen politischen Inhalte mehr, einzelne Textpassagen jedoch waren als Ausdruck rechtsextremer Gesinnung interpretierbar.
Im Jahr 2008 erschien die Best-of Der Fünfzehnjährige Krieg, auf der neu aufgenommene Stücke von Bandgründung bis einschließlich 2002 enthalten sind. Das Intro stellt eine kurze Zusammenfassung der Bandgeschichte in Form von Nachrichtenausschnitten dar. Ebenso erschien Weltenfeind, eine Split-Veröffentlichung mit Grand Belial’s Key und Sigrblot. Auf beiden Veröffentlichungen fand sich auch je eine Coverversion der Horrorpunk-Band Der Fluch (Betet für uns, Die Gesandten des Grauens).
Im August 2008 wurden mehrere Objekte in Thüringen und Sachsen polizeilich durchsucht, bei dieser Aktion wurde auch eine Reihe von Absurd-Veröffentlichungen beschlagnahmt. Diese sollten wegen des Verdachts auf Gewaltverherrlichung und Volksverhetzung einer Prüfung durch die BPjM unterzogen werden. Zu den indizierten Alben zählt Facta Loquuntur.
Am 1. September 2008 kündigte die Band an, auf unbestimmte Zeit hin alle derzeitigen Aktivitäten einzustellen. Im Dezember 2008 kam es zur Indizierung des letzten Albums Der Fünfzehnjährige Krieg, das nun auf der Liste A steht. Zu den indizierten Alben gehören außerdem Facta Loquuntur und das Split-Album Weltenfeind, die beide der Liste B zugeordnet wurden, was bedeutet, dass sie nach Ansicht der BPjM die Bedingungen eines weitergehenden Verbreitungsverbots nach StGB erfüllen. Ebenfalls indiziert wurden die Alben Blutgericht und Asgardsrei.
Am 27. Oktober 2009 kündigte die Band Grand Belial’s Key auf ihrer offiziellen Seite ein Konzert mit Absurd, Heathen Hammer und Martial in Chicago, Illinois an.
Eine neu gemasterte Wiederveröffentlichung der Demos bis 1994 wurde für 2010 angekündigt und erschien unter dem Titel Life Beyond the Grave: 1992–1994. Das Remastering übernahm TT von Abigor.
Im Frühjahr 2010 spielte Absurd mit anderen rechtsextremen Bands im deutschen Erzgebirge und waren für ein Konzert im italienischen Brescia angekündigt. Ein für Oktober 2012 angekündigter Auftritt von Absurd im italienischen Retorbido – u. a. gemeinsam mit der NSBM-Band Ad Hominem – wurde von der lokalen Stadtbehörde verboten, nachdem Tullio Montagna, Präsident der Associazione Nazionale Partigiani d’Italia (einer Vereinigung ehemaliger Widerstandskämpfer des Zweiten Weltkrieges) der Provinz Pavia, die Veranstaltung kritisiert hatte. Das Konzert fand schließlich an einem geheimgehaltenen Ort statt.
Nach 2012 war die Band jahrelang nicht mehr aktiv. Im Sommer 2014 erschien die EP Größer als der Tod mit zwei unveröffentlichten Stücken. Zudem wurde ein neues Album mit dem Titel Ad Astra Cruentus angekündigt, das jedoch nie erschien.

### Neustart 2017 und Konflikt um die Rechtmäßigkeit
Nachdem Ronald Möbus einen weiteren Neubeginn mit Absurd versucht hatte, gab er dieses Vorhaben letztlich auf. Er und Hendrik Möbus kamen zum Schluss, dass letzterer die Band fortführen sollte. Hendrik Möbus führte die Band mit neuen Gastmusikern fort, von denen zwei laut Biographie der Band „Veteranen des deutschen Black Metal“ sein sollen. Die Band erhielt auch ein neues Logo, das nun auf religiöse oder politische Symbolik verzichtete. Der erste Auftritt fand am 16. Dezember 2017 auf dem Asgardsrei-Festival in Kiew statt, wo außerdem Goatmoon, Naer Mataron, Peste Noire, M8l8th und Burshtyn spielten. Absurd wurde von Commando Wolf von der griechischen NSBM-Band Der Stürmer am Bass unterstützt. Gespielt wurden die gesamte Asgardsrei-EP und „ein paar klassische Lieder aus der frühen Band-Geschichte“. Neu aufgenommen wurden die älteren Stücke Pesttanz und Als die Alten jung noch waren. Angekündigt wurden 2018 auch Split-Veröffentlichungen mit der brasilianischen Band Evil namens Imperial Blood Order, der australischen Band Abyssic Hate sowie Bilskirnir, Xenophobia, Vothana und weiteren, noch nicht namentlich genannten Bands. 2018 trat die Band erneut beim Asgardsrei-Festival auf.
Der Neustart der Gruppe fand jedoch unter den Fans wenig Rückhalt, vor allem Hendrik Möbus als neuem Sänger wurde vorgeworfen, dass er weder Ausstrahlung habe, noch singen könne. Bereits beim ersten Auftritt Absurds in Kiew 2017 hatte es in den sozialen Netzwerken Aufrufe gegeben, dem Konzert fernzubleiben. „Wo Absurd drauf steht, ist nicht immer Absurd drin“, hieß es. 2019 gründete Wolf Möbus zusammen mit Bile von Leichenzug ein neues Projekt mit dem Namen Der Tod und die Landsknechte, auf dem ersten Auftritt der Band am 8. November 2019 im nordsächsischen Torgau-Staupitz wurden dabei auch Absurd-Titel gespielt, was laut Antifaschistisches Infoblatt die unterschwellige Kritik an Hendrik Möbus’ Führung von Absurd befeuerte.
Im Booklet des im Februar 2019 erschienen Live-Albums Live in Suomi Finland Perkele 2008, co-veröffentlicht über Wolf Möbus’ Label Robber Baron Enterprises, heißt es auf der Seite, auf der die Bandbesetzung zur Zeit der Aufnahme (mit Wolf Möbus, Sven Zimper, Denis Schoner) dargestellt ist, „Das Original – nicht die Fälschung“ und „Die Zeit, als Absurd noch Absurd waren“.
Im November 2019 erschien auf den offiziellen Social-Media-Kanälen der Band die Meldung, dass Unhold und Gelal Necrosodomy (Grand Belial’s Key) zu Absurd gestoßen seien und man nun daran arbeite, ein von Unhold schon länger betriebenes Projekt zu vollenden, nämlich die Aufnahme einiger Absurd-Titel, die noch von Sebastian Schauseil geschrieben wurden, aber nur in schlechter Qualität vorlägen oder nie erschienen seien. Ein Demo mit den Stücken Innenschau und Pure Darkness wurde veröffentlicht, zudem weitere Werke mit Titeln wie Grabgesang, Kyffhäuserreich und Der ewige Krieg angekündigt. Offiziell wurde sich nicht dazu geäußert, ob Hendrik Möbus weiterhin Teil der Gruppe ist und wie die aktuelle Besetzung nun aussieht. Bei den Bekanntmachungen wurde jedoch  das ursprüngliche Logo der Band mit Pentagramm verwendet. Auf der Seite weltenfeind.com, die als gemeinsame Homepage der Gruppen Absurd, Arghoslent, Crucifier und Grand Belial’s Key dient, wurden Schallplatten-Nachpressungen der 1997 erschienenen EP Totenburg / Die Eiche von Absurd mit der Gruppe Heldentum als Bootleg bezeichnet und ein Zusammenhang mit Hendrik Möbus hergestellt: „Typical JFN deceitfulness and chicanery. This is a BOOTLEG, plain and simple, and it is one of many items released under our monickers as a way to distract the attention from the shifty stunts this social reject is carrying out.“
Im August 2021 erschien die EP Grabgesang mit insgesamt fünf Titeln.
Am 8. Mai 2022 wurde von Darker than Black mit Schwarze Bande ein neues Album veröffentlicht, das die jüngste Version des Absurd-Logos verwendete und als das sechste Album der Gruppe bezeichnet wurde. Hendrik Möbus trat auf der Veröffentlichung als Sänger auf. Auf weltenfeind.com erschien kurz darauf eine auf Englisch gehaltene Distanzierung, in welcher der Anspruch von Hendrik Möbus, Kopf der wahren Absurd zu sein, zurückgewiesen wurde. Dieser sei seit 1999 kein Mitglied von Absurd mehr gewesen und es sei, hieß es weiter, überraschend gekommen, dass Hendrik eine nach wie vor bestehende Gruppe reformiert habe. Ferner hieß es, dass dies alles keinen Einfluss auf kommende Absurd-Veröffentlichungen habe.
In einem Interview für die Seite frontmagazin.de äußerte sich Hendrik Möbus zur Lage und meinte, dass sein Bruder ihm damals die Verwertungsrechte für alle Absurd-Aufnahmen, an denen Wolf Möbus beteiligt war, verkauft habe. Damit sei klargestellt worden, dass für diesen das Thema Absurd erledigt sei. Hendrik Möbus führte weiter aus, dass es trotz entsprechender Ankündigungen nicht zu weiteren Veröffentlichungen der Bandbesetzung um Wolf Möbus gekommen sei. In der Zwischenzeit habe er selbst mit einer neuen Besetzung an Schwarze Bande gearbeitet, um endlich ein neues Vollalbum von Absurd präsentieren zu können. „Damit sollte sich die Frage, wer denn jetzt Absurd sei, doch erübrigt haben? […] Es gibt nur eine Band Absurd, und die hat so eben das neue Album veröffentlicht.“
Auf der im Dezember 2023 erschienenen Mini-CD Das Heer aus dem Dunkel der Absurd-Version von Hendrik Möbus trat Wolf Möbus als Gastsänger des Tracks Apokalyptische Auferstehung auf. In einem auf der Rückseite des Booklets befindlichen Statements schreibt er „Wer sich an einem Bruderkrieg ergötzen wollte: Gehen Sie weiter, hier gibt es nichts zu sehen! Familie sollte unantastbar sein. Ich wünsche JFN viel Glück und Erfolg mit dieser und all seinen weiteren Unternehmungen.“ (Wolf Möbus: ) und bekundet Musikern, mit denen er in der Vergangenheit u. a. in seiner und Unholds Version von Absurd zusammengearbeitet hat, seine „Ehrerbietung.“ Im gleichen Zeitraum verschwanden auch die Texte von der Netzpräsenz von Wolfs und Unholds Absurd-Version auf der Domain weltenfeind.com. Dennoch publizierten die Protagonisten beider Varianten der Band auf den jeweiligen Netzpräsenzen zu jeder neuen Veröffentlichung Artikel, in denen sie mit unterschiedlichen Begründungen und Rechtfertigungen ihren Alleinvertretungsanspruch auf Absurd betonten und die Legitimität der jeweils anderen Variante bestritten.
Mit Erscheinen von Das Heer aus dem Dunkel wurde die Besetzung von Hendrik Möbus’ Absurd bekannt. Beteiligt sind Markus Hartmann (Bilskirnir, E-Gitarre), Leichenaar (E-Bass) und KPS (Schlagzeug).
Im Juli 2024 veröffentlichte die Absurd-Variante von Sven Zimper das Album Werwolflicht, und im Dezember 2024 das Album Der Kaiser in dem Berge. Letzteres enthält Stücke, zu denen Sebastian Schauseil in den Jahren 1996 und 1997 Musik und Texte verfasst habe. Das Album wurde ursprünglich unter dem Namen Kyffhäuserreich angekündigt. Unter dem gleichen Namen kündigte die Absurd-Variante von Hendrik Möbus im Juli 2024 ebenfalls ein Album an.

## Ideologie und Ausrichtung
Die Texte der Band beinhalten nationalsozialistische, antisemitische, neuheidnische, anti-christliche sowie morbide Themen. Oft werden wie im Falle der Lieder Pesttanz und Der scharlachrote Tod die Juden in einem Atemzug mit getöteten Christen genannt. Ferner finden sich bei christenfeindlichen Texten einzelne Anspielungen auf das Judentum, wie etwa in Gottloses Mordgesindel, „beugten sich nie dem Gott der Hebräer“ oder Heidenwut. Eindeutig antisemitisch und volksverhetzend ist der Text zu Der Sieg ist unser, wo auf aggressive Art und Weise die Vernichtung Israels und Judas besungen wird. In den Beiheften zu Der fünfzehnjährige Krieg, Blutgericht und einer Neuauflage von Facta Loquntuur wurden Wörter wie „Juden“ oder „jüdisch“ mit Sternchen zensiert. Auf dem Cover zum vierten Album Blutgericht ist zudem im Hintergrund auch eine brennende Kirche zu sehen, bei genauer Betrachtung fällt auf, dass ein Davidstern an dem Gebäude zu finden ist, was die im rechtsextremen Lager weit verbreitete Vorstellung eines „Judäo-Christentums“ untermauern soll. Auf dem Poster zu dem Album ist an dieser Stelle jedoch eine hellere Stelle durch die Flammen zu sehen, womit man den Davidstern nur leicht angedeutet sehen kann.

## Stil

### Musik

Anzeige von 1993 im Sub Line

Ronald und Hendrik Möbus bezeichnen Absurd als eine der ersten deutschen Black-Metal-Bands, neben der nur Ungod/Baxaxaxa, Martyrium und Dawnfall bis 1993 Demos veröffentlicht hätten; allerdings hatten sich neben Gruppen der ersten Welle wie Sodom und Destruction Bands wie Eminenz, Traumatic Voyage und Desaster sowie Gruppen aus angrenzenden Sparten wie Falkenbach und Bethlehem bereits Jahre vorher gegründet und Tonträger veröffentlicht, ebenso Gruppen wie Mayhemic Truth und Tsatthoggua (unter dem Namen Dissection), die wie Absurd 1992 gegründet wurden. Zudem trifft die Bezeichnung als Black Metal bei Absurd nicht zu, da diese nicht an die Vorreiter der ersten Welle oder die Bands der damaligen zweiten Welle angelehnt ist, stattdessen weisen alle Demos und das Debütalbum Facta Loquuntur starke Einflüsse von Horrorpunk, Oi! und Rock Against Communism (RAC) auf, das Webzine FinalWar charakterisiert den Stil als „Melange Black Metal / Oi / Horrorpunk“ mit „Keller-Sound“. Michael Moynihan bezeichnete in seinem Buch Lords of Chaos die frühen Demos der Band als „low-fi Fetzen jugendlichen Krachs, durchtränkt mit Verzerrungen und mit unfreiwillig lustigen, gesprochenen Einleitungen zu den Songs“, die Musik sei „eher dem 60er Jahre Garagen-Punk verwandt als dem Black Metal ihrer Zeitgenossen“. Zu den musikalischen Vorbildern zählten Bands wie Der Fluch, Mercyful Fate, Manowar und Danzig. Dem steht die damalige Selbstdarstellung der Band entgegen, die sich von Anfang an als Black-Metal-Band bezeichnete. So hatte Hendrik Möbus in einem Interview mit der Schülerzeitung des Professor-Irmisch-Gymnasiums gesagt: „Wir spielen den härtesten, rauesten und genialsten Black Metal in ganz Deutschland.“ Über das zweite Demo Death from the Forest schrieben Christian Dornbusch und Hans-Peter Killguss:

„[D]ie Musik hatte weder etwas mit dem Black Metal der 1980er Jahre noch mit dem der norwegischen Bands gemeinsam. Vielmehr glich sie einer Mischung aus primitivem Hard Rock mit einigen Punk Elementen. Aufgrund des offensichtlichen musikalischen Dilettantismus wurde die Band lange Zeit von den meisten Black-Metal-Fans eher belächelt.“

In einer Kleinanzeige im Magazin Sub Line wurde dieses Demo als „unheiliger, harter Gitarrenrock, wild und ungestüm; für all die schwarzen Seelen dort draußen“ beworben. Die Webseite Mansion of Metal kategorisiert es als “essentially crappy punk rock/RAC” und spricht dem Demo von 1995, Thuringian Pagan Madness, Einflüsse des Black Metal zu. Björn Springorum von Metalglory bezeichnet Absurd als „die wohl schlechteste Band ALLER Zeiten“, das norwegische Magazin Nordic Vision verriss das Demo Out of the Dungeon von 1994. Auch die Musik auf dem im Gefängnis aufgenommenen Album Facta Loquuntur wurde als Mischung aus Oi! und Black Metal charakterisiert.
Das Mini-Album Asgardsrei wird von Hendrik Möbus als erstes „ganzheitliches“ Werk angesehen, das auch vom Konzept und Layout „aufeinander abgestimmt“ wurde. Für ihn bedeutet das Werk die Abkehr vom musikalischen Dilettantismus der ersten Veröffentlichungen. Sein Bruder Ronald hingegen äußerte in einem Interview, die EP habe „unter einem total vermurksten Endmix“ gelitten. Auf der EP sind zudem Stücke zu finden, die von Rob Darken (Graveland), Josef Maria Klumb und Raymond Plummer (Von Thronstahl) komponiert wurden und Industrial/Ambient mit Marschrhythmen verbinden.
Auf Werwolfthron sind auch ruhigere Lieder und Musik der Mittelalterszene zu finden. Die späteren Alben orientieren sich weniger an Oi! und Horrorpunk, vor allem aufgrund der Texte ordnet man die Band dem Pagan Metal zu. Der Gesangsstil besteht aus gutturalem Gesang mit teilweisem Klargesang.
Auf der 2008er Best-Of Der Fünfzehnjährige Krieg wurden „die hauseigenen Klassiker“ der Band „in sauberem Klang und mit spielerischer Finesse“ neu eingespielt, Mourning Soul beispielsweise wird laut einer Rezension des FinalWar „sogar direkt eine chartverdächtige, moderne Rock-Nummer“, während In des Mondes blut’gen Schein vom Album Facta Loquuntur am Pagan Metal orientiert ist; der „abstoßende Charme der Melange Black Metal / Oi / Horrorpunk blieb weitestgehend erhalten, auch ohne Keller-Sound“. Auf Der Fünfzehnjährige Krieg wird Der Fluch mit einer Coverversion ihres Songs Betet für uns gewürdigt, auf dem im selben Jahr veröffentlichten Split-Album mit Sigrblot und Grand Belial’s Key wurde dann ein weiteres Lied aus der Frühzeit von Der Fluch, Die Gesandten des Grauens, gecovert. Achromaticus von Heathen Harvest beschreibt die Musik von Absurd auf diesem Tonträger als talentiert, brutal und gut produziert und die Texte als armselig und voller innerer Widersprüche. Ebenso wie Achromaticus von Heathen Harvest betont auch Berkay Erkan von diabolicalconquest.com die intensiven Growls, letzterer erwähnt die Assonanz von Riff- und Rhythmus-Sektion sowie neben dem brutalen Klang auch sehr melodische Riffs und Gitarren-Leads, wobei Black Hand of Death mit einem doom-metal-inspirierten Riff beginnt. chrisALPINO von TheLeftHandPath.com vergleicht den Stil mit dem von Raubritter und Blutgericht.

### Texte
Die Liedtexte wurden in der Frühzeit ausschließlich von Sebastian Schauseil verfasst. Hendrik Möbus begann erst nach seiner vorzeitigen Entlassung 1998 vereinzelt Texte für die Band zu schreiben. Trotz ihrem offiziellen Ausstieg aus der Band schrieben sowohl Schauseil als auch Hendrik Möbus für das dritte Album Totenlieder einen Teil der Texte und der Musik, im dazugehörigen Beiheft sind sie unter den Grüßen mit ihren Pseudonymen genannt. Weiterhin schrieb Möbus Texte für das Split-Album mit Pantheon, für Blutgericht und für Der Fünfzehnjährige Krieg. Auf dem Weltenfeind-Split 2008 stammten jedoch die drei neuen Texte wieder von Möbus. Bis Totenlieder waren die Texte zu einem großen Teil noch in englischer Sprache.
Nach der Haftentlassung entstand die EP Asgardsrei, die eine Symbiose aus Heidentum und Nationalsozialismus propagiert und unter anderem die SS glorifiziert.
Die Texte ab Werwolfthron orientieren sich an heidnischen, antichristlichen und mythologischen Themen und weisen weniger offene neonazistischen Bezüge oder Aussagen als auf den vorhergehenden Alben auf. Eine laut Ronald Möbus bewusste Entscheidung, da die Band auf Grund ihrer Vergangenheit schon „genug Ärger mit der Polizei gehabt hätte“. Darum müsse sich die Band nun „etwas weniger deutlich ausdrücken“: „Wenn du definitiv ein Hakenkreuz auf einer CD brauchst, können wir deine Bedürfnisse nicht mehr befriedigen.“ Laut Möbus sollte Asgardsrei das „politischste Album von Absurd [sein], und das [sei] es auch weiterhin.“ Dass die Band weiterhin eindeutig dem rechtsextremen Flügel zuzuordnen ist, beweist etwa die Mitwirkung an der Blood-&-Honour-Kompilation Trotz Verbot nicht tot von 2003.
Auf Totenlieder beschäftigt sich die Band mit einer mythologisch verklärten „Befreiung Germaniens vom Christentum“. Mit Nordmännerlied vertont Absurd das gleichnamige Gedicht des deutschen Dichters Joseph Victor von Scheffel aus dem 19. Jahrhundert. Das Minialbum Raubritter behandelt ebenso wie Teile des Albums Blutgericht fiktive antichristliche, heidnische Raubritter. Auf dem Minialbum ist ein Gedicht von Hermann Löns vertont, das Album enthält ein Volkslied. Grimmige Volksmusik enthält ausschließlich neu vertonte, im Text geänderte Volkslieder.
Auf Der Fünfzehnjährige Krieg wurden einige Wörter aus den abgedruckten Liedtexten wie auch schon bei davorigen Werken zensiert. Die Texte sind hierbei sowohl alle auf Deutsch als auch Englisch abgedruckt.
In den Texten von Absurd findet zu keiner Zeit eine ernsthafte Auseinandersetzung mit dem Satanismus statt, welcher als ideologische Grundlage des Black Metal dient.

### Optische Gestaltung
Das Logo von Absurd ist Black-Metal-typisch in Schwarz-weiß mit stark verfremdeten Buchstaben gestaltet. Bis zum Debütalbum Facta Loquuntur wurde ein Drudenfuß und ein umgedrehtes Kreuz integriert, später wurden die Symbole durch Swastika (auf Asgardsrei) bzw. Radkreuz (ab Werwolfthron) und Mjölnir ersetzt. Das ursprüngliche Logo wurde von dem belgischen Künstler Christophe Szpajdel gestaltet, der unter anderem auch Logos für Emperor, Abigail Williams, Desaster, Enthroned und Xasthur entworfen hat, der Mjölnir und das Radkreuz wurden später im Auftrag der Band von einem russischen Künstler integriert. Szpajdel sagte 2010 in einem Interview mit der tageszeitung, er würde „auf keinen Fall mehr Logos für Bands aus der Rechten-Szene zeichnen.“
Im Zuge der Neubesetzung 2018 wurde durch Antichrist Kramer ein neues Bandlogo entworfen, das sich nach Aussagen der Band gestalterisch am alten orientierte, jedoch bewusst auf den Einsatz ideologischer oder religiöser Symbole als Verzierung verzichte. Als Begründung wurde genannt, die Texte seien „mannigfaltig und in keiner Weise auf eine bestimmte Einstellung begrenzt“. Die alten Logos würden jedoch weiterhin für Merchandisezwecke verwendet werden.
Zur Gestaltung der Albumcover wurden unter anderem die Werke Thors Streit mit den Riesen des schwedischen Malers Mårten Eskil Winge aus dem Jahr 1872, Ritter, Tod und Teufel von Albrecht Dürer und ein Foto des Hermannsdenkmals verwendet. Häufig dienten auch Darstellungen mittelalterlicher Szenen als Bildmaterial.

## Bedeutung
Hendrik Möbus behauptet, Øystein Aarseth, Gründer und Inhaber des Labels Deathlike Silence Productions, habe vor seiner Ermordung Interesse gehabt, Absurd nach ihrer Demo Death from the Forest unter Vertrag zu nehmen, und dass Absurd bis heute eine starke Verbindung zu der norwegischen Szene habe. Diese Behauptung konnte bisher weder belegt noch widerlegt werden, gilt aber als unglaubwürdig. Die Bekanntheit der Band ist hauptsächlich Folge des Mordes, wie auch Ronald Möbus selbst zugibt.
In der NSBM-Szene hat die Band Kultstatus, was sich auch daran zeigt, dass eine Vielzahl von Coverversionen und Tribute-Alben durch ähnliche oder befreundete Bands existieren, wie z. B. Nordglanz, Totenburg oder Leichenzug. Aufgrund ihrer Gesinnung wird die Band von den meisten etablierten Metal-Magazinen wie Metal Hammer, Rock Hard oder Legacy boykottiert, ebenso weigert sich ein Großteil an Labels und Vertrieben, Veröffentlichungen von Absurd anzubieten. Prophecy Productions verzichtete darauf, ein Lied der Band auf der Doppel-CD zur deutschen Version des Buches Lords of Chaos von Michael Moynihan und Didrik Søderlind zu veröffentlichen, weil man befürchtete, das Projekt dadurch zu gefährden. Auf der 2008 für den US-Markt veröffentlichten Version dieser CD sind Absurd hingegen vertreten.

## Sonstiges
Die Möbus-Brüder betrieben gegen Ende der Neunziger auch das Plattenlabel Darker Than Black Records, das zum Teil offen rechtsextrem auftrat. Nach sechs veröffentlichten CDs beendete im Oktober 1999 eine Hausdurchsuchung mit anschließender Beschlagnahmung des Dezernats Staatsschutz des Thüringer Landeskriminalamt weitere Aktivitäten. Ronald Möbus betrieb das Label Nebelklang, auf dem neben den jeweils aktuellen Absurd-Alben auch andere CDs von Bands, die zum Teil dem NSBM- beziehungsweise neonazistischen Pagan-Metal-Spektrum entstammen, veröffentlicht werden. Laut Möbus handelt es sich hierbei um keinen Nachfolger von Darker Than Black Records. Dieses gab einige seiner geplanten Veröffentlichungen an andere Label wie Ancestral Research Records ab, die um 2001/2002 erschienen, und nahm 2007 erneut seine Aktivitäten auf- Wieder liegt der Schwerpunkt auf der Produktion von Tonträgern von Black-Metal- und NSBM-Bands (etwa Ad Hominem), die unter anderem über den neuen Online-Versand Merchant of Death vertrieben werden.
Sebastian Schauseil studierte später in Jena Jura. Er vollzog während der Haft eine ideologische Wandlung und war bis 2006 in rechtsextremen Bands aktiv. Sebastian Schauseil war bis 2006 Mitglied bei der Neofolk-/Metal-Band Halgadom des Rechtsaktivisten Frank Krämer (Stahlgewitter). Außerdem spielt er zusammen mit unter anderem Sven „Unhold“ Zimper in der Black-Metal-Band Wolfsmond sowie in seiner zusammen mit seiner Ehefrau gegründeten Neofolk-Band In Acht und Bann. Für die Band Eternity, deren Sänger Managarm ebenfalls mit Schauseil bei Wolfsmond spielt, sprach er eine Passage auf ihrem Album Funeral Mass. Beim Album Climax of Hatred der NSBM-Band Ad Hominem half er mit Basilisk von Eternity und Wolfsmond bei den deutschsprachigen Liedtexten aus.
Da Hendrik Möbus bereits kurze Zeit nach seiner Haftentlassung gegen die Bewährungsauflagen verstieß, indem er bei einem Konzert der Band am 26. September 1998 in Behringen, für das er als Security Naziskins engagiert hatte, den Hitlergruß zeigte und sein Opfer als „Volksschädling“ verhöhnte, wurde seine Bewährung widerrufen. Er konnte in die USA flüchten und bei dem befreundeten Neonazi und Gründer der National Alliance William Pierce untertauchen, wurde dort aber im August 2000 von dem United States Marshals Service aufgegriffen. 2001 kam Möbus nach gescheitertem Asylantrag in den USA zum Absitzen seiner dreijährigen Reststrafe erneut in ein deutsches Gefängnis. Wegen Verhöhnung seines Opfers und Zeigen des Hitlergrußes wurde er erneut zu zwei weiteren Haftstrafen von anderthalb Jahren und acht Monaten verurteilt. Am 15. Mai 2003 wurde Hendrik Möbus wegen Verwendung von Kennzeichen verfassungswidriger Organisationen sowie Volksverhetzung vom Landgericht Erfurt zu einer vierjährigen Haftstrafe, sein Bruder Ronald Möbus zu zwei Jahren auf Bewährung verurteilt. Im Frühjahr 2007 wurde er aus der Haft entlassen.

## Diskografie (1992–2017)

### Demos
- 1992: God’s Death
- 1993: Death from the Forest
- 1993: God’s Death/Sadness
- 1994: Out of the Dungeon
- 1995: Thuringian Pagan Madness (Capricornus Productions)
- 1999: Sonnenritter (Wolftower Productions, indiziert seit Dezember 2022[77])

### Alben
- 1996: Facta Loquuntur (No Colours Records, Silencelike Death Productions; indiziert seit Februar 2009[78])
- 2001: Werwolfthron (Nebelfee Klangwerke)
- 2003: Totenlieder (W.T.C. Productions, Nebelfee Klangwerke)
- 2005: Blutgericht (W.T.C. Productions, Nebelfee Klangwerke; indiziert seit Juli 2011)
- 2008: Der fünfzehnjährige Krieg (W.T.C. Productions, Nebelfee Klangwerke, Darker Than Black Records; indiziert seit Dezember 2008[23])

### EPs
- 1999: Asgardsrei (IG Farben Produktion, Wolftower Productions; indiziert seit September 2010,[79] Remastered Version indiziert seit Oktober 2012[80])
- 2004: Raubritter (Christhunt Productions, Nebelfee Klangwerke)
- 2005: Grimmige Volksmusik (Nebelfee Klangwerke)
- 2013: Live in der JVA Ichtershausen (Unter dem Namen In Ketten eingespielt im Juni 1995; Musikkassette: Tour de Garde, wiederveröffentlicht 2015 auf CD von Schwarzburg Produktionen und Schallplatte von Final Agony)
- 2014: Größer als der Tod (Darker Than Black Records)
- 2015: Live & Raw in the North (aufgenommen im Jahr 2008 in Tampere, indiziert seit Februar 2016[81])

### Split-Alben
- 1996: Totenburg/Die Eiche (mit Heldentum; Silencelike Death Productions)
- 2002: Wolfskrieger/Galdur Vikodlaks (mit Pantheon; Nebelfee Klangwerke)
- 2008: Weltenfeind (mit Grand Belial’s Key und Sigrblot; The Shitagogue Records, W.T.C. Productions; indiziert seit 31. Dezember 2010[82])

### Zusammenstellungen
- 2007: Raubritter / Grimmige Volksmusik (Darker Than Black Records)
- 2010: Life Beyond the Grave: 1992–1994 (Doppel-CD mit allen Demos bis einschließlich 1994; Darker Than Black Records)

### Sampler-Beiträge
- 1995: First Winter of Bloodred Snow auf Sverd Storm Samlekasett Volume II
- 1998: Vampire auf No Colours Records Compilation Vol. II (No Colours Records)
- 1999: Daz Nichtz [sic!] und Brain Slaughter Surgery auf Tribute to Absurd (Silencelike Death Productions)

## Diskografie (seit 2017)

### Absurd (Hendrik Möbus)

#### Alben
- 2022: Schwarze Bande (Darker Than Black Records, indiziert[83])

#### EPs
- 2023: Das Heer aus dem Dunkel (Darker Than Black Records)

#### Split-Veröffentlichungen
- 2020: Thuringian Pagan Madmen (mit Barad Dûr, Dark Fury, Goatmoon)
- 2022: Welcome to the Anarchy (mit Abyssic Hate; Darker Than Black Records)
- 2022: Sieben Tage des Feuers / Tối mấy cũng tả sẽ đến (mit Vothana; Darker Than Black Records)
- 2022: Berserks of the Asgardsrei (Live; mit Evil; Darker Than Black Records)

#### Zusammenstellungen
- 2022: Der Ewige Krieg (17 CDs Boxset mit diversen Veröffentlichungen; Darker Than Black Records)

### Absurd (Sven Zimper)

#### Alben
- 2024: Werwolflicht (Weltenfeind Productions)
- 2024: Der Kaiser in dem Berge (Weltenfeind Productions), auch unter dem Titel Kyffhäuserreich veröffentlicht.

#### Demos
- 2019: Promo 11/2019 A.Y.P.S. (Robber Baron Enterprises)

#### EPs
- 2019: Grabgesang (Weltenfeind Productions)
- 2020: Pure Darkness (Weltenfeind Productions)
- 2020: Grimmige Volksmusik. Die Folterkammer-Sitzung. (Robber Baron Enterprises, unveröffentlichte Voraufnahme der EP von 2005)

#### Live-Alben
- 2019: Live in Suomi Finland Perkele 2008 (Hammerbund, Robber Baron Enterprises)

## Dokumentarfilm
- Ulrike Baur: Der Satansmord – Tod eines Schülers (ARD-Reihe Die großen Kriminalfälle, 2001).